# Mac OS X Jaguar
Mac OS X Jaguar (versão 10.2) foi a segunda versão do Sistema Operacional para desktop e servidores da série Mac OS X. Substituiu o Mac OS X v10.1 "Puma" e antecedeu o Mac OS X v10.3 “Panther”. O sistema operacional foi lançado no dia 23 de agosto 2002 pelo preço de US$129, ou a um preço de US$199 dólares para o "family pack" que permitia cinco instalações em computadores separados em uma residência. O sistema operacional foi bem aceito pelos usuários de Macintosh pelo grande avanço na estabilidade e velocidade; porém, muitos críticos ainda reivindicaram melhoria na velocidade da interface pois diziam que ainda possuíam muitos problemas pendentes.
Jaguar foi o primeiro Sistema Operacional Mac OS X onde o codinome foi usado em anúncios publicitários. Hoje os produtos do Mac OS X continuam a tradição de usar o codinome em seus produtos dos Sistemas Operacionais da Apple Inc..

## Requisitos do Sistema
- Computadores Compatíveis: Power Mac G3, G4, e os novos Power Mac G5, iMac, eMac, PowerBook G3 ou G4, ou iBook.
- Memória RAM necessária: 128 megabytes (Embora seja recomendado o uso de 256MB a 512MB pois muitas pessoas que usaram o Mac OS X v10.2 notavam que apenas o sistema operacional pode consumir de 96MB a 200MB)
- Tipo de processador: PowerPC G3, G4 ou G5 de 233 MHz ou superior.

## Críticas
Apesar da maioria dos críticos do sistema operacional ter concordado que o Jaguar era um grande passo para conclusão do sistema operacional da linha Mac OS X, eles criticaram Apple Inc. por não gastar bastante tempo para resolver problemas na interface do usuário bem como em não criar um sistema operacional amigável para o usuário final. Muitos ainda usavam o Mac OS 9, pois eles sentiam que era um sistema significativamente mais rápido.

## Versões
| Mac OS X version | build | Data de Lançamento   | Informações |
| ---------------- | ----- | -------------------- | --- |
| 10.2.0           | 6C115 | 23 de agosto 2002    | lançamento |
| 10.2.1           | 6D52  | 18 de setembro 2002  | (em inglês)Apple: Sobre atualizações para Mac OS X 10.2.1, codinome Jaguar Red                                            |
| 10.2.2           | 6F21  | 11 de novembro 2002  | (em inglês)Apple: Sobre atualizações para Mac OS X 10.2.2, codinome Jaguar Blue or Merlot                                 |
| 10.2.3           | 6G30  | 19 de dezembro 2002  | (em inglês)Apple: Sobre atualizações para Mac OS X 10.2.3, codinome Jaguar Green                                          |
| 10.2.4           | 6I32  | 13 de fevereiro 2003 | (em inglês)Apple: Sobre atualizações para Mac OS X 10.2.4 , codinome Jaguar Pink                                          |
| 10.2.5           | 6L29  | 10 de abril 2003     | (em inglês)Apple: Sobre atualizações para Mac OS X 10.2.5, codinome Jaguar Plaid                                          |
| 10.2.6           | 6L60  | 6 de maio 2003       | (em inglês)Apple: Sobre atualizações para Mac OS X 10.2.6, codinome Jaguar Black                                          |
| 10.2.8           | 6R65  | 22 de setembro 2003  | Não foi lançado por conter muitos defeitos                                                                                |
| 10.2.8           | 6R73  | 3 de outubro 2003    | (em inglês)Apple: Sobre atualizações para Mac OS X 10.2.8, (em inglês)Apple: Sobre atualizações para Mac OS X 10.2.8 (G5) |

- Mac OS X v10.2.7 (codinome Blackrider, Smeagol) só foi lançado nos novos Power Mac G5s e o PowerBook G4s lançado oficialmente antes do Mac OS X v10.3. Oficialmente ele nunca foi lançado para o público.

- Mac OS X v10.2.8 foi a ultima versão do Mac OS X que suportava o "beige G3" desktop e minitorre, e o "PowerBook G3 Series" (1998) A.K.A. Wallstreet/PDQ.